# Mechelwind
Mechelwind ist ein Gemeindeteil der Stadt Höchstadt an der Aisch im Landkreis Erlangen-Höchstadt (Mittelfranken, Bayern). Mechelwind liegt in der Gemarkung Boxbrunn.

## Geografie
Das Dorf ist unmittelbar von Acker- und Grünland mit vereinzeltem Baumbestand umgeben. Im Westen wird das Flurgebiet Brand genannt. Im Norden liegen die Ochsenweiher, im Nordosten die Mohrweiher, die vom Mohrhofgraben gespeist werden. Im Süden befinden sich neben einem kleinen Waldstück die Pfaffenweiher. Die Kreisstraße ERH 27 verläuft nach Kairlindach (2,2 km südöstlich) bzw. zur Staatsstraße 2263 (0,9 km westlich). Eine Gemeindeverbindungsstraße führt nach Mohrhof (1,3 km nordöstlich).

## Geschichte
Der Ort wurde 1303 als „Mechiltwinden“ bzw. 1322 als „Mechthildewinden“ urkundlich erwähnt. Das Grundwort des Ortsnamens –winden weist darauf hin, dass es sich beim Ort um eine von der Obrigkeit angeordnete Ansiedlung von Wenden handelte, was im Mittelalter des Öfteren geschah. Das Bestimmungswort des Ortsnamens ist der Personenname Mechthild. Vermutlich war damit Mathilde, die Tochter des polnischen Königs Bolesław I. gemeint, die 1035 Graf Otto von Schweinfurt heiratete. Der Ort könnte eine Morgengabe anlässlich der Hochzeit gewesen sein – Graf Otto war wohl in dieser Gegend begütert, wie es eine Urkunde aus den Jahren 1048/51 nahelegt. Der Ort selber dürfte wesentlich älter sein, worauf ein karolingisches Gräberfeld verweist, dessen Gegenstände und Grabbeigaben sich zwischen 700 und 900 n. Chr. datieren lassen. Von besonderer Bedeutung war die Schäferei mit ausgedehnter Weidegerechtigkeit.
Gegen Ende des 18. Jahrhunderts gab es in Mechelwind ein Schloss, ein Haus und eine Schäferei. Das Hochgericht übte das brandenburg-bayreuthische Kasten- und Jurisdiktionsamt Dachsbach aus. Alleiniger Grundherr war die brandenburg-bayreuthische Verwaltung Uehlfeld.
Von 1797 bis 1810 unterstand der Ort dem Justizamt Dachsbach und Kammeramt Neustadt. Im Rahmen des Gemeindeedikts wurde Mechelwind dem 1811 gebildeten Steuerdistrikt Kairlindach zugewiesen. 1813 wurde die Ruralgemeinde Kairlindach gebildet, zu der der Ort gehörte. Mit dem Zweiten Gemeindeedikt (1818) wurde es in die neu gebildete Ruralgemeinde Boxbrunn umgemeindet.
Am 1. Mai 1978 wurde Mechelwind im Zuge der Gebietsreform in die Stadt Höchstadt an der Aisch eingegliedert.

### Baudenkmal
- Mechelwind 2: Herrenhaus

### Einwohnerentwicklung
| Jahr      | 001818 | 001861 | 001871 | 001885 | 001900 | 001925 | 001950 | 001961 | 001970 | 001987 |
| Einwohner | 31     | 40     | 32     | 44     | 48     | 38     | 41     | 37     | 33     | 45     |
| Häuser    | 5      |        |        | 8      | 7      | 7      | 7      | 7      |        | 12     |
| Quelle    | [ 9 ]  | [ 10 ] | [ 11 ] | [ 12 ] | [ 13 ] | [ 14 ] | [ 15 ] | [ 16 ] | [ 17 ] | [ 1 ]  |

## Religion
Der Ort ist seit der Reformation evangelisch-lutherisch geprägt und nach St. Kilian (Kairlindach) gepfarrt. Die Einwohner römisch-katholischer Konfession sind nach Geburt Mariens (Hannberg) gepfarrt.